# Ґавіно Ґабріель
Ґавіно Ґабріель (італ. Gavino Gabriel; нар. 15 серпня 1881, Темпіо-Паузанія, провінція Ольбія-Темпіо, Сардинія — пом. 28 листопада 1980, Рим) — італійський музикознавець, композитор, публіцист.

## Життєпис
Закінчив ліцей у Кальярі. Отримавши 1905 року ступінь з літератури в Пізанському університеті, наступного року переїхав до Флоренції. Публікував статті про народну музику, 1910 року відвідав Лондон з лекцією-концертом фольк-музики. Між 1913 і 1914 роками презентував ліричну оперу «Юра». Листувався з драматургом і поетом Габріеле д'Аннунціо.
У 1922—1925 роках працює у Мілані, вивчає та популяризує нові способи відтворення звуку, виступає з лекціями та демонстраціями за сприяння міністра освіти Джованні Джентіле. Плодом цих років було видання власних методичних матеріалів для шкіл («Grammofono», Мілан, 1922), які потім використовували в навчанні.
Від 1922 року товаришував із Умберто Джордано, разом із ним на замовлення Беніто Муссоліні написав «Гімн десятиліття» (1932). 1928 року в Кальярі поставив оперу «Юра». 1932 року призначений директором інституції «Discoteca di Stato», яка мала на меті збирати звукозаписи та інтерв'ю з голосами видатних італійців. 1936 року запрошений долучитись до редагування часопису «Asmara La Nuova Eritrea» в Еритреї. Ґабріель залишався там до 1953 року, працював консультантом і перекладачем, вивчив кілька африканських мов. Організував радіостанцію, яку знищено під час бомбардувань 1941 року. Того ж року почав співпрацювати з британською адміністрацією в Еритреї.
1953 року повернувся до Італії, де продовжив культурно-освітню діяльність із дослідження та запису музичного фольклору. Як композитор опублікував «Твори для фортепіано» (1952) і «Триптих для фортепіано» (1952).